# Beatrice d'Este (regina d'Ungheria)
Beatrice d'Este (Colli Euganei, 1215 Este, Baone – Monte Gemola, 1245) è stata una contessa italiana e in seguito regina d'Ungheria.

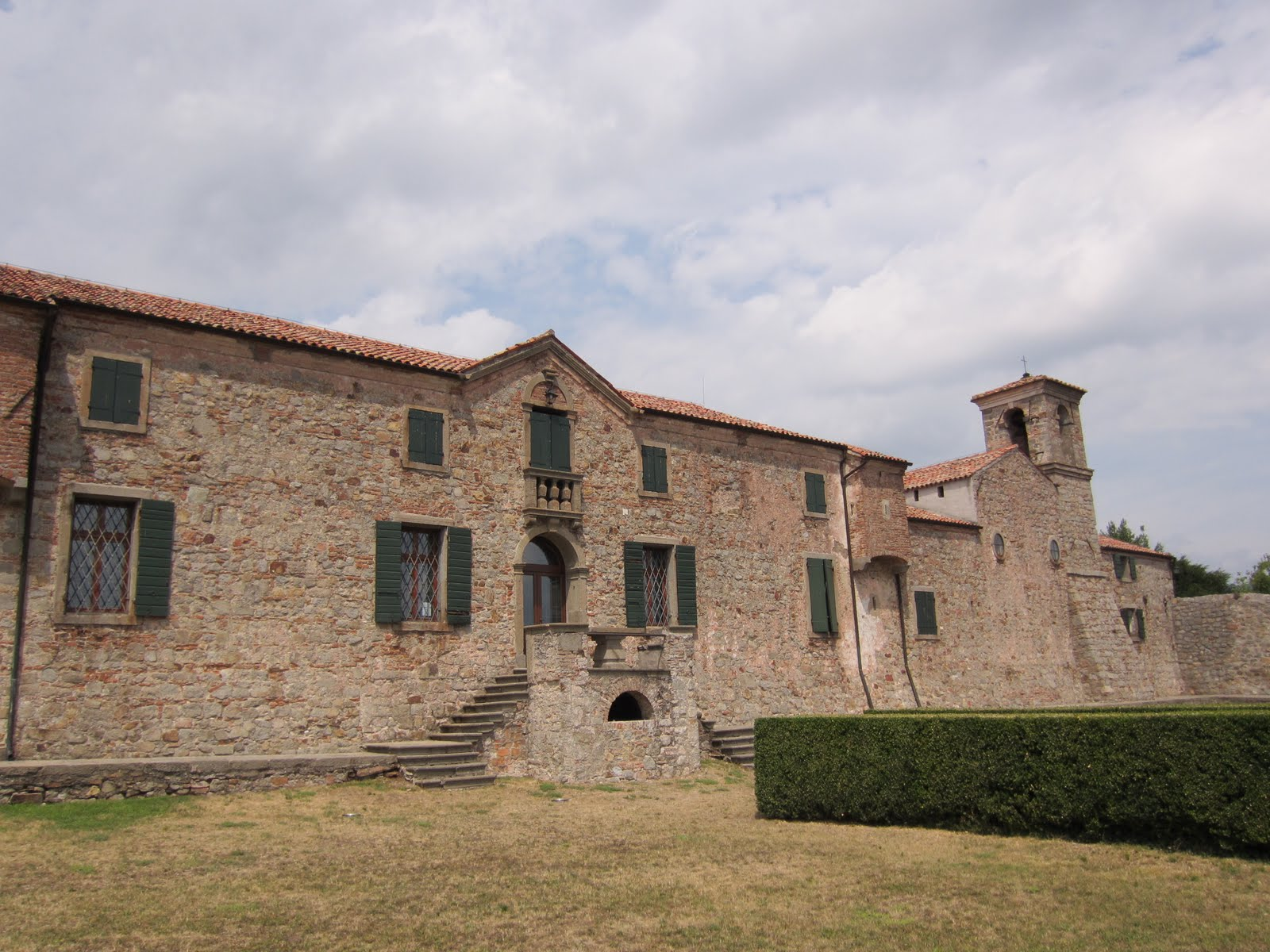
Convento Monte Gemola

Nel 1233 si fidanza con Andrea II d'Ungheria, allora in visita in Italia; nel 1234 si sposano in Ungheria. Alla morte del marito annunciò di essere incinta; accusata di aver procreato il bambino con un aristocratico ungherese, fu fatta arrestare.
Durante il funerale del marito viene liberata dagli ambasciatori imperiali, che riescono a portarla in Germania, dove nel 1236, mette al mondo Stefano il postumo, l'ultimo re di casa d'Arpad, padre di Andrea III d'Ungheria. Ritornata in Italia affida il figlio alle cure della marchesa Mabilia e si nasconde nel convento di Monte Gemola dove morì nel 1245.

## Biografia
Beatrice, figlia di Aldobrandino I d'Este, è una delle tre donne della casata degli Este, nate tra il 1192 e il 1226, nei Colli Euganei, che furono dichiarate beate, ed è l'unica fra queste che si sposò, divenne regina e non si fece monaca. Per distinguerle in molti casi si usa l'ordine di beatificazione (I, II, III).
Beatrice I (monaca), Aldobrandino e Azzo VII sono tre fratelli, da Aldobrandino nasce nel 1215 Beatrice III, mentre da Azzo VII nasce nel 1226 circa Beatrice II: dunque Beatrice III e Beatrice II sono tra di loro cugine e entrambe nipoti di Beatrice I.
La vita della corte Estense si svolgeva nel tal periodo tra Este, Calaone e Monselice. I menestrelli hanno lasciato nelle loro poesie dei versi che testimoniano la vita di corte nel castello di Calaone.
Beatrice è per molti considerata anche la sorella di San Contardo, in seconde nozze del padre, e per sua intercessione viene nominato Miles Sancti Spulcri dal marito Andrea II d'Ungheria
Nel maggio del 1234, avendo raggiunto la maggiore età, Beatrice lasciò la corte estense per contrarre matrimonio con Andrea II, Re d'Ungheria detto il gerosolimitano,  della dinastia degli Arpad. Il sovrano era all'epoca già anziano, vedovo per la seconda volta e padre di figli adulti (tra cui i futuri Béla IV d'Ungheria e Colomanno di Galizia).
Le nozze furono celebrate il 14 maggio 1234 a Székesfehérvá  (allora nota come Alba Reale), nel Regno d'Ungheria.
Andrea II morì il 7 marzo 1235  (o secondo alcuni, il 21  settembre dello stesso anno), lasciando la giovane regina incinta. 
Beatrice III, dopo la morte dello sposo, fu costretta a fuggire a causa di un colpo di Stato portato a termine dai figli dei matrimoni precedenti del re. Per difendere il figlio Stefano, legittimo erede al trono, si nascose tra le monache del convento fondato dalla zia Beatrice I sul Monte Gemola (Baone – Padova), dove morì agli inizi del 1245. Questo può aver indotto persone a pensare che si fece monaca, in realtà Beatrice non diede mai i voti e si preoccupò di far tornare al trono d'Ungheria il figlio.
Come riporta il Mostardi, Il corpo di Beatrice venne sepolto nel Gemola nel cimitero comune del monastero e rimase incorrotto. Scomparve dopo la soppressione del 1578. Nel 1754 Tomassini scriveva che fino ad alcuni anni prima si sentiva un soave odore provenire dal sepolcro delle monache. Successivamente la chiesa sanzionò con un decreto il culto ab immemorabili a Beatrice assegnandolo a Modena.

## Ascendenza
|                          |   |                    | Genitori |  |  | Nonni |  |  | Bisnonni        |  |  | Trisnonni      |  |
|                          |   |                    |          |  |  |       |  |  | Obizzo I d'Este |  |  | Folco I d'Este |  |
|                          |   |                    |          |  |  |       |  |  | Obizzo I d'Este |  |  | Folco I d'Este |  |
|                          |   | …                  |          |  |  |       |  |  | Obizzo I d'Este |  |  |                |  |
| Azzo VI d'Este           |   |                    |          |  |  |       |  |  | Obizzo I d'Este |  |  |                |  |
|                          |   | Sofia da Lendinara | …        |  |  |       |  |  |                 |  |  |                |  |
|                          |   | Sofia da Lendinara | …        |  |  |       |  |  |                 |  |  |                |  |
|                          |   | Sofia da Lendinara | …        |  |  |       |  |  |                 |  |  |                |  |
| Aldobrandino I d'Este    |   | Sofia da Lendinara |          |  |  |       |  |  |                 |  |  |                |  |
|                          |   | …                  | …        |  |  |       |  |  |                 |  |  |                |  |
|                          |   | …                  | …        |  |  |       |  |  |                 |  |  |                |  |
|                          |   | …                  | …        |  |  |       |  |  |                 |  |  |                |  |
| Sofia degli Aldobrandini |   | …                  |          |  |  |       |  |  |                 |  |  |                |  |
|                          |   | …                  | …        |  |  |       |  |  |                 |  |  |                |  |
|                          |   | …                  | …        |  |  |       |  |  |                 |  |  |                |  |
|                          |   | …                  | …        |  |  |       |  |  |                 |  |  |                |  |
| Beatrice d'Este          |   | …                  |          |  |  |       |  |  |                 |  |  |                |  |
|                          | … | …                  |          |  |  |       |  |  |                 |  |  |                |  |
|                          | … | …                  |          |  |  |       |  |  |                 |  |  |                |  |
|                          | … | …                  |          |  |  |       |  |  |                 |  |  |                |  |
| …                        | … |                    |          |  |  |       |  |  |                 |  |  |                |  |
|                          |   | …                  | …        |  |  |       |  |  |                 |  |  |                |  |
|                          |   | …                  | …        |  |  |       |  |  |                 |  |  |                |  |
|                          |   | …                  | …        |  |  |       |  |  |                 |  |  |                |  |
| …                        |   | …                  |          |  |  |       |  |  |                 |  |  |                |  |
|                          |   | …                  | …        |  |  |       |  |  |                 |  |  |                |  |
|                          |   | …                  | …        |  |  |       |  |  |                 |  |  |                |  |
|                          |   | …                  | …        |  |  |       |  |  |                 |  |  |                |  |
| …                        |   | …                  |          |  |  |       |  |  |                 |  |  |                |  |
|                          |   | …                  | …        |  |  |       |  |  |                 |  |  |                |  |
|                          |   | …                  | …        |  |  |       |  |  |                 |  |  |                |  |
|                          |   | …                  | …        |  |  |       |  |  |                 |  |  |                |  |
|                          |   | …                  |          |  |  |       |  |  |                 |  |  |                |  |